# The Messenger Boy's Mistake
The Messenger Boy's Mistake è un cortometraggio muto del 1903 diretto da Edwin S. Porter. Fu l'esordio cinematografico come attore di Gilbert M. 'Broncho Billy' Anderson, nel ruolo del giovane fattorino protagonista della storia.

## Trama
Cholly vuole dichiararsi alla sua migliore amica: prende dei fiori e glieli invia con un fattorino, aggiungendo un bigliettino dove chiede alla ragazza di indossarli nel caso lei ricambi il suo amore. Il fattorino, però, per errore, consegna alla fanciulla, oltre al biglietto, una scatola che contiene delle scarpe da uomo. La giovane si arrabbia. Quando vede Cholly, gli fa le sue rimostranze. In quel momento arriva il fattorino che, accortosi del suo errore, porta questa volta la scatola giusta. Cholly lo manda via e mostra i fiori alla sua bella. Che, soddisfatta, non tarda a ornarsene, dimostrando di non essere indifferente al suo corteggiatore.

## Produzione
Il film fu prodotto dall'Edison Manufacturing Company. Venne girato il 29 settembre 1903.

## Distribuzione
Distribuito dall'Edison Manufacturing Company, il film uscì nelle sale cinematografiche degli Stati Uniti nell'ottobre 1903.
Copia della pellicola viene conservata negli archivi della Library of Congress.